# Silvestre Falcão
Silvestre José Falcão de Sousa Pereira de Berredo (Castro Marim, 29 de Junho de 1870 — Lisboa, 18 de Março de 1927), mais conhecido por Silvestre Falcão, foi um médico, formado pela Universidade de Coimbra,  membro do Comité Académico da Revolução de 31 de Janeiro, 1.º governador civil do Distrito de Coimbra após a implantação da República Portuguesa. Foi depois deputado e membro da direcção do Partido da União Liberal e Ministro do Interior de 12 de Dezembro de 1911 a 4 de Junho de 1912.